# ГЕС-ГАЕС Торрехон
ГЕС-ГАЕС Торрехон (ісп. Torrejon) — гідроелектростанція у центральній частині Іспанії. Розташована між ГЕС-ГАЕС Вальдеканьяс (вище за течією) та ГЕС José María de Oriol, входить до складу каскаду на Тахо (найбільша річка Піренейського півострова, що впадає в Атлантичний океан уже на території Португалії біля Лісабона).
Для роботи станції річку перекрили гравітаційною греблею висотою 62 метри та довжиною 300 метрів, на спорудження якої пішло 248 тис. м3 матеріалу. Вона створила водосховище об'ємом 166 млн м3. Крім того, ще 12 млн м3 утримує інша гравітаційна споруда, якою перекрили праву притоку Тахо Тієтар. Зведена неподалік від гирла останньої гребля має висоту 34 метри, довжину 230 метрів та потребувала 75 тис. м3 матеріалу.
Між греблями по правобережжю Тахо прокладено дериваційний канал довжиною кілька сотень метрів, за допомогою якого затриманий обома спорудами ресурс спрямовується до підземного машинного залу. Можливо відзначити, що при будівництві цього каналу в жовтні 1965 року сталась аварія з численними жертвами. Скориставшись сильними зливами, у водосховищі накопичили максимальний об'єм води з метою перевірки надійності та герметичності греблі. Внаслідок руйнації однієї зі споруд комплексу потік інтенсивністю 2000 м3/сек прорвався до осушеного каналу, де загинуло понад півсотні працівників.
Розташований біля греблі машинний зал обладнаний чотирма оборотними гідроагрегатами загальною потужністю 129,6 МВт як у турбінному, так і в насосному режимах. Вони працюють при напорі у 48 метрів.
Зв'язок з енергосистемою відбувається по ЛЕП, що працює під напругою 220 кВ.